# André Demessine
Pour les articles homonymes, voir Demessine.
Le commandant André Demessine (né le 5 mai 1908 à Paris) est officier des chasseurs alpins lors de la bataille de Narvik en 1940. Il sert au 67e BCA.
Il fut l'un des chefs de la Légion des volontaires français. Il a combattu sur le front russe entre 1941 et 1942 à la tête du 3e bataillon en compagnie du commandant Pane.
Il a été condamné à mort le 21 février et fusillé le 15 mars 1945 au fort de Montrouge à Arcueil. 